# Tortue aquatique
Taxons concernés
les espèces des familles :
- Carettochelyidae
- Chelydridae
- Dermatemydidae
- Emydidae
- Geoemydidae
- Kinosternidae
- Platysternidae
- Trionychidae
- Pelomedusidaemodifier

Les tortues d'eau douce ou tortues aquatiques, sont des tortues qui passent leur vie dans ou à proximité immédiate de l'eau douce. Elles possèdent une carapace généralement beaucoup moins bombée que les tortues terrestres et des pattes plus ou moins palmées. Leurs pattes sont des palettes natatoires, contrairement aux tortues terrestres qui ont des pattes massives munies de griffes. Elles sont carnivores étant jeunes, ensuite elles deviennent généralement omnivores vers l'âge de 2 ans alors que les tortues terrestres sont herbivores.
On parle aussi de tortue dulçaquicole (d'eau douce) ou palustre pour la distinguer de la tortue marine (chélonioidé) vivant en pleine mer et contrairement à celle-ci, elles ne constituent pas du tout un groupe monophylétique.
Il n'existe qu'une seule tortue non chélonioidé et qui vit naturellement aussi dans l'eau de mer : Chelodina siebenrocki vit dans l'eau douce et s'aventure dans les mangroves.